# Sutjeska (Zemun)
Pour les articles homonymes, voir Sutjeska (homonymie).
Sutjeska (en serbe cyrillique : Сутјеска) est un quartier de Belgrade, la capitale de la Serbie. Il est situé dans la municipalité urbaine de Zemun. Au recensement de 2002, il comptait 7 446 habitants.

## Emplacement
Sutjeska est situé à l'ouest du centre ancien de Zemun. Le quartier est entouré par ceux de Sava Kovačević à l'ouest (rue Šilerova), de Gornji Grad au nord (Ugrinovačka) et de Vojni Put I au sud-ouest (Pazovački put). La rue Prvomajska marque la limite méridionale du quartier.

## Caractéristiques
Sutjeska est un quartier principalement résidentiel ; il dispose d'un centre médical et d'une école élémentaire. Il doit son nom à la bataille de la Sutjeska qui eut lieu en 1943 entre les Partisans communistes et les forces de l'Axe, bataille au cours de laquelle le Partisan Sava Kovačević (en) trouva la mort. Le Blok Sutjeska et le Blok Sava Kovačević se trouvent dans un autre quartier de Belgrade, celui de Krnjača dans la municipalité de Palilula.

## Zemun Bačka
Zemun Bačka constitue le prolongement le plus septentrional de Sutjeska. Contrairement au reste du quartier, il est principalement industriel. Au nord, il s'étend en direction de Nova Galenika ; le quartier d'Altina commence juste à l'ouest de Zemun Bačka et se trouve de l'autre côté de l'autoroute Belgrade-Novi Sad. Il sert aussi de terminus aux lignes de bus 18 (Medaković III - Zemun Bačka) et 83 (Crveni krst – Zemun Bačka) de la société GSP Beograd, qui relient Zemun au centre-ville de Belgrade.

## Bački Ilovik
Bački Ilovik est une extension nord-ouest du quartier de Sutjeska. De forme triangulaire, il est délimité par les rues Bačka à l'est, Ugrinovačka au nord et par le Pazovački put au sud. Il est principalement habité par des Roms. Plusieurs entreprises de récupération (fer, aluminium, papier, etc.) se trouvent dans le quartier.

## Meandri
Meandri est une extension nord-est de Sutjeska. Ce secteur résidentiel est délimité par les rues Zagorska au sud, Rade Končara à l'est et Ugrinovačka au nord. En serbe son nom signifie « les méandres ».